# Frederic Augustus Thesiger
 (novembre 2018).
Si vous disposez d'ouvrages ou d'articles de référence ou si vous connaissez des sites web de qualité traitant du thème abordé ici, merci de compléter l'article en donnant les références utiles à sa vérifiabilité et en les liant à la section « Notes et références ».
Pour les articles homonymes, voir Thesiger (homonymie) et Chelmsford (homonymie).
Frederic Augustus Thesiger, 2e baron Chelmsford, né le 31 mai 1827 et décédé le 9 avril 1905, est un général britannique connu surtout pour avoir déclenché la guerre anglo-zouloue, au cours de laquelle l'armée britannique connut une de ses défaites les plus retentissantes (bataille d'Isandlwana, 22 janvier 1879).

## Jeunesse
Frederic A. Thesiger, né le 31 mai 1827, était le fils de Frederic Thesiger, un avocat qui fut nommé 2 fois (en 1856 et 1866) Lord Chancellor (Lord Chancelier) par Lord Derby (Edward Smith-Stanley, 14e comte de Derby), et fut créé 1er baron Chelmsford.
Frederic Thesiger étudia à la public school élitiste d'Eton.

## Débuts

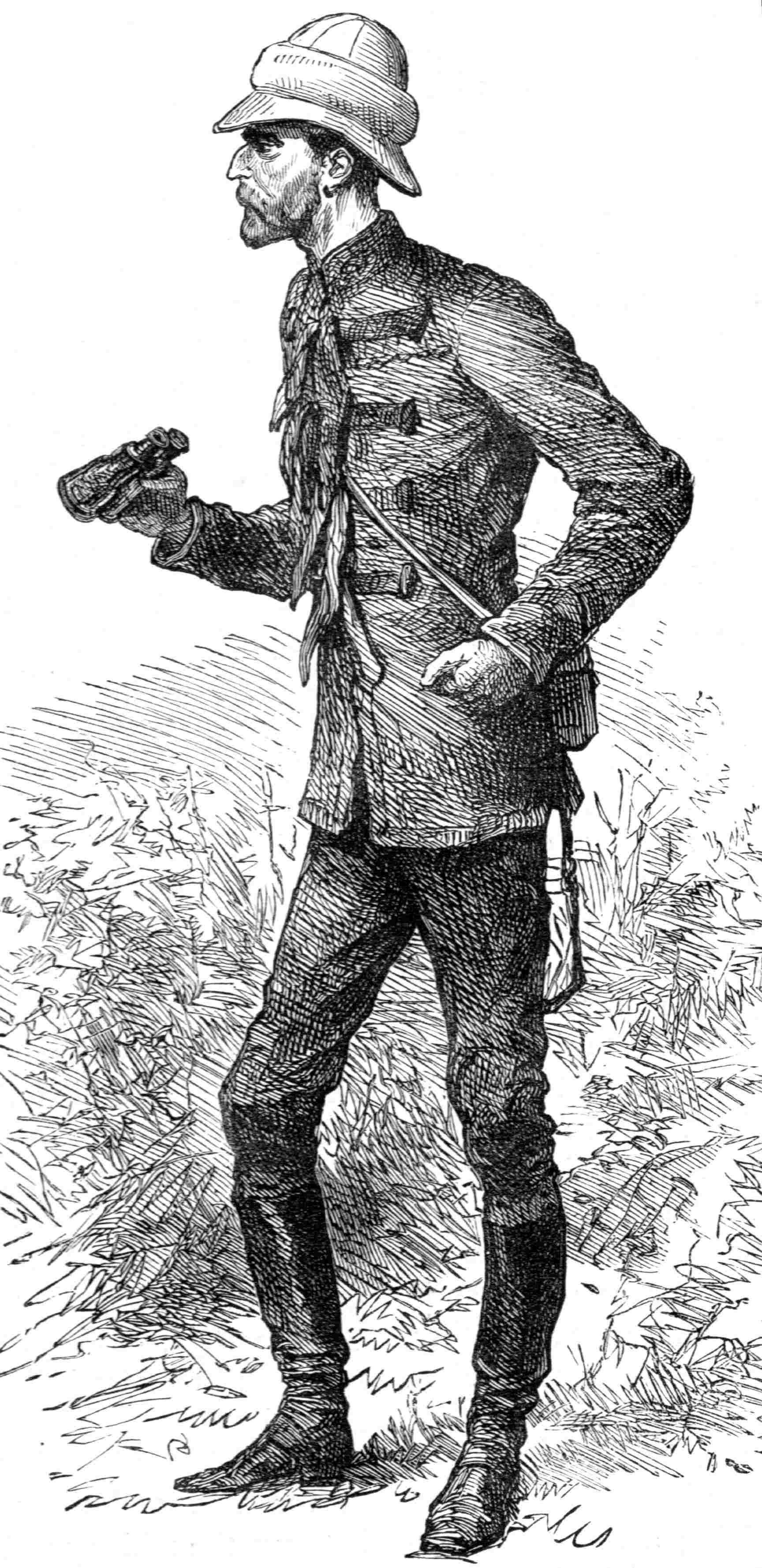
Lord Chelmsford en 1879, à 52 ans, dessiné par un officier lors de la bataille d'Ulundi.

Le jeune Frederic fut attiré par la carrière des armes. Il ne put obtenir de poste dans le très prestigieux régiment des Grenadier Guards, mais put entrer (en 1844) dans la Rifle Brigade[source insuffisante]
En 1845 il est stationné avec la Rifle Brigade à Halifax (Nouvelle-Écosse). Il a alors la possibilité d'acheter son transfert comme enseigne dans les Grenadier Guards ; il en est lieutenant en novembre 1845, et capitaine en 1850.
Thesiger est ensuite nommé aide de camp  du  Lord Lieutenant of Ireland, Lord Eglinton (1852), puis aide de camp du  Commander-in-Chief in Ireland, Sir Edward Blakeney, de 1853 à 1854.

## Maturité

### Guerre de Crimée
En mai 1855, Thesiger part pour la Crimée ; il sert d'abord avec son bataillon, puis est nommé (en juillet 1855)  aide de camp du commandant de la 2e division, le lieutenant general Markham.
En novembre 1855, il est nommé deputy assistant quartermaster general  (fourrier en second) de l'état-major. Il est ensuite promu au rang de brevet major, est MiD (Mentionned in Despatches [source insuffisante]), il est aussi décoré de l'ordre turc de Medjidie (5e classe) , et reçoit les médailles de Crimée britannique, turque et italienne.
En 1857 Frederic Thesiger est promu capitaine puis lieutenant-colonel.

### EnIndeet enÉthiopie
En 1858 il est transféré (avec le même grade) au 95° régiment d'infanterie (Derbyshire) ; il participe à la fin de la répression de la  Révolte des cipayes, et est à nouveau MiD (mentionné dans les dépêches).
De 1861 à 1862 Thesiger est deputy adjutant general (administrateur en second) à Bombay. En 1863 il est promu au grade de colonel.
Il est à nouveau deputy adjutant general lors de l'Expédition britannique en Éthiopie (1868), à l'issue de laquelle il est nommé compagnon de l'Ordre du Bain et aide de camp de la reine Victoria (1868).
Il est ensuite adjutant general (officier supérieur de l'administration des armées) en Asie du Sud-Est de 1869 à 1874[réf. nécessaire].

### Retour en Angleterre
En 1874 Thesiger revient comme colonel à  Shorncliffe (Kent), puis à Aldershot. Il est nommé brigadier general, puis major general  en 1877.

## EnAfrique du Sud
En février 1877 Thesiger est nommé à la tête des forces britanniques en Afrique du Sud, avec le grade de lieutenant general. En octobre 1878 son père décède et il lui succède comme 2e baron Chelmsford.

### La9edesGuerres xhosas
En juillet 1878 Thesiger remporte, avec une troupe peu nombreuse, la 9e et dernière des Guerres xhosas[réf. nécessaire] ; il est nommé KCB (chevalier de l'Ordre du Bain)  en novembre 1878.

### LaGuerre anglo-zouloue
Le 11 janvier 1879 Thesiger envahit (sur l'ordre du high commissioner en Afrique du Sud, Sir Henry Bartle Frere, qui n'a pas attendu l'aval du gouvernement britannique[réf. nécessaire]) le royaume de Zoulouland. Le déroulement des événements qui ont précédé l'invasion est complexe.

#### Genèse de la guerre anglo-zouloue

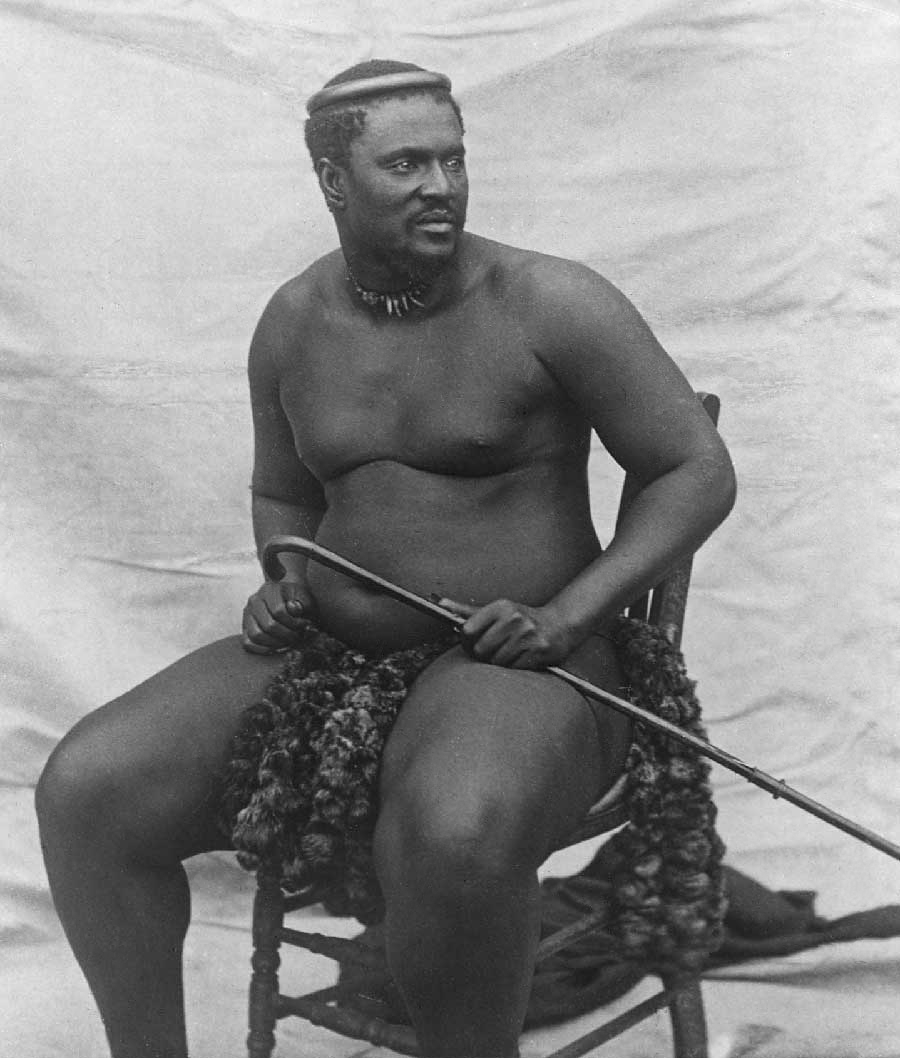
Cetshwayo kaMpande, roi de la nation zouloue, en 1875

En 1865 Cetshwayo kaMpande, héritier du royaume zoulou, entre en conflit avec les Boers : il leur avait offert une bande de terre le long de la frontière sud de son royaume (en échange de son frère qui avait fui après avoir, disait-il, conspiré contre lui) puis avait contesté la validité de la cession. Après que Zoulous et Boers se furent affrontés au nord de la rivière Pongola, les 2 parties acceptent l'arbitrage du lieutenant governor  du Natal; mais par la suite Zoulous et Boers se disent tous deux mécontents de la décision prise par le haut fonctionnaire britannique.
En 1873, à la mort de son père, Cetshawayo devient chef absolu de la nation zouloue tout entière et il entame une politique hostile vis-à-vis des Blancs : il aide en sous-main des tribus révoltées (les Xhosas au Transkei, celles du chef Sikukuni au Transvaal) , il réarme et réorganise ses Zoulous selon les méthodes du grand guerrier que fut son oncle Chaka, il achète des armes à feu, il déclenche une campagne d'obstruction contre l'action des missionnaires.
Cependant en 1874, Henry Herbert (4e comte de Carnarvon)[réf. nécessaire], après avoir confédéré le Canada, pense que le même schéma peut être appliqué à l'Afrique du Sud : le désir des Boers d'installer une classe blanche minoritaire et dirigeante au-dessus d'une vaste classe laborieuse noire au service des usines à sucre et des mines (8) n'est d'ailleurs nullement opposé au schéma politique britannique. Mais il existe 2 obstacles notables à cet arrangement : 2 Etats libres, la république boer d'Afrique du Sud et le royaume de Zoulouland.
Sir Henry Bartle Frere, nommé en 1877 high commissioner en Afrique du Sud[source insuffisante] ne tarde guère à créer un casus belli contre les Zoulous en montant en épingle divers incidents et en créant des tensions entre les communautés.

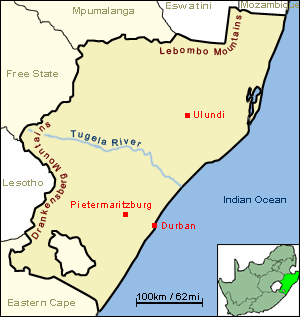
Le fleuve Tugela traverse le Natal d'ouest en est, de sa source dans le massif de Drakensberg à son estuaire dans l'Océan Indien. En 1879, lors du début de la guerre anglo-zouloue, il marquait la frontière entre le Natal des Boers au sud et le royaume de Cetshwayo au nord

En 1876 Cetshwayo a fait exécuter des jeunes filles zouloues qui refusaient d'épouser ses soldats, ce qui a soulevé la réprobation au Transvaal voisin, toujours opposé aux Zoulous sur la question de la frontière entre les 2 États. Et Sir Bartle Frere énonce que la commission qui a jugé le différend frontalier entre Zoulous et Boers du Natal a nettement défavorisé les Blancs. Par ailleurs Sir Theophilus Shepstone, jusque-là apparemment défenseur des Zoulous et donc en bons termes avec Cetshwayo, persuade les Boers du Transvaal d'accepter la protection britannique (en fait, il s'agit d'une annexion), et passe donc ouvertement du côté des ennemis des Zoulous.
La tension monte de plus en plus entre les Blancs et les Zoulous. Et 3 "incidents majeurs" surviennent alors à point pour Bartle Frere : par 2 fois des Zoulous passent la frontière pour arrêter des épouses fugitives et les mettre à mort - et une équipe d'ouvriers routiers menée par 2 Blancs est arrêtée et malmenée dans le lit (alors presque à sec) du fleuve Tugela, qui fait office de frontière.
Bartle Frere, mettant à profit la lenteur des communications avec le pouvoir central à Londres pour le mettre devant le fait accompli[source insuffisante], envoie alors le 11 décembre 1878 un ultimatum à rubriques multiples[source insuffisante] à Cetshwayo.
En résumé, selon les termes de cet ultimatum, « Le roi Cetshwayo devra livrer les pillards et les responsables des incidents de frontière à la justice du Natal, payer une amende de plusieurs centaines de tête de bétail, libéraliser le mariage, laisser les missionnaires étrangers et leurs adeptes exercer leurs activités... Et surtout il devra accepter la présence d'un résident britannique dans sa capitale, dissoudre son armée, arrêter la formation et l'entrainement intensifs de ses guerriers, et suivre pour ce qui concerne la défense de son royaume les recommandations des Britanniques. Faute d'une acceptation à la date du 11 janvier 1879, les Britanniques se considéreront en guerre avec le royaume du Zoulouland. ».
Cetsawayo ne répond pas.

#### La première invasion

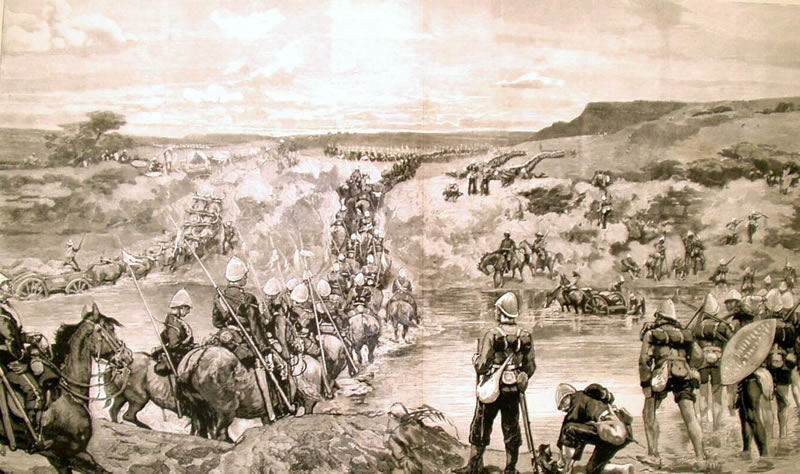
Une des colonnes de Lord Chelmsford passe un cours d'eau à gué et s'enfonce en Zoulouland. Les cavaliers (lance en bandoulière et carabine dans l'étui) traversant en colonne par 2, les gros chariots conduits par un noir au long fouet et tirés par 7 paires de bœufs aux grandes cornes, l'attelage d'un petit canon de campagne s'abreuvant dans le courant. À droite des fantassins (accompagnés par un auxiliaire africain) s'apprêtent à traverser : l'un délace sa botte, et l'autre tient son Martini-Henry long ainsi que celui de son ami ; leurs collègues sont déjà déchaussés, pantalons roulés en haut des cuisses.

Lord Chelsmford, qui dispose en tout de 6 400 soldats britanniques et de 5 000 soldats indigènes (contre les 40 000 guerriers de Cetshwayo) mais n'a pas l'aval officiel du gouvernement britannique, se lance le 11 janvier 1879 à l'attaque du royaume Zoulou.
Face aux Zoulous qui ne sont armés que de leur bouclier, de sagaies (iklwas), de bâtons et de rares armes à feu, les Britanniques disposent d'armes qui, pensent-ils, doivent leur assurer une supériorité écrasante sur les Noirs : 2 canons, le fameux fusil Martini-Henry[source insuffisante], la mitrailleuse Gatling et même la fusée Congreve.
Chelsmford forme 3 colonnes qui doivent passer l'une par le district d'Utrecht (à l'ouest), l'autre par Rorke's Drift (au centre) et la 3e par le cours inférieur du fleuve Tugela (à l'est), pour converger vers Ulundi, la capitale de Cetshwayo ; 3 000 soldats indigènes seront laissés à la frontière du Natal pour la garder.
- La colonne du centre (1 600 Britanniques, 2 500 Africains) passe par le gué de Rorke's Drift, et s'enfonce dans l'arrière-pays. C'est la saison des pluies, les pistes sont boueuses, la progression des hommes et des 130 grands chariots traînés par des bœufs est épuisante et très lente : 10 miles en 10 jours.

Le 22 janvier Chelsmford, ignorant que 20 000 guerriers zoulous sont à proximité[réf. nécessaire], omet de faire former le cercle à ses chariots (laager), divise ses forces pour partir à la recherche des Zoulous et laisse 1000 de ses redcoats près du piton d'Isandlwana.
Quand 20 000 guerriers zoulous attaquent le camp (voir l'article bataille d'Isandlwana) le commandant par intérim laisse ses soldats éparpillés en petits groupes et ne fait pas distribuer assez largement les munitions. Les Britanniques sont écrasés : 1 300 morts (même nombre chez les Zoulous), et de plus 1000 fusils Martini-Henry (la fierté des troupiers britanniques, l'arme qui devait leur permettre d'écraser les ennemis sommairement équipés) tombent aux mains des Zoulous, avec 400 000 cartouches.
Le même jour et le lendemain, 4 000 Zoulous attaquent le dépôt-ambulance établi à la mission de Rorke's Drift. Les Britanniques résistent victorieusement (voir l'article bataille de Rorke's Drift). Dans l'opinion publique britannique traumatisée, ce fait d'armes efface en partie le désastre d'Isandhlwana.
- La colonne de l'est : sous le colonel Charles Pearson, elle traverse le fleuve Tugela non loin de la côte de l'Océan Indien, repousse les Zoulous qui lui ont dressé une embuscade (bataille de l'Inyezane) , entre dans la mission désertée d'Eshowe et s'y fortifie.

Chelmsford envoie à Pearson un courrier par lequel (sans lui mentionner le désastre d'Isandhlwana) il lui ordonne de battre en retraite. Mais les Zoulous ont déjà coupé les lignes de communications, le siège d'Eshowe débute.
- La colonne de l'ouest, menée par le colonel Evelyn Wood, devait faire diversion et occuper les tribus zouloues du nord-ouest. Wood, qui avait établi un kraal (camp fortifié) à Tinta, près de la montagne de Hlobane, allait attaquer un impi (corps d'armée) de 4 000 guerriers lorsqu'il apprend la défaite britannique d'Islandhwana. Il décide de se retirer dans son kraal : ses forces sont les seules qui ne sont ni détruites ni assiégées, mais elles sont trop faibles pour continuer l'offensive.
- Fin de la 1re invasion.

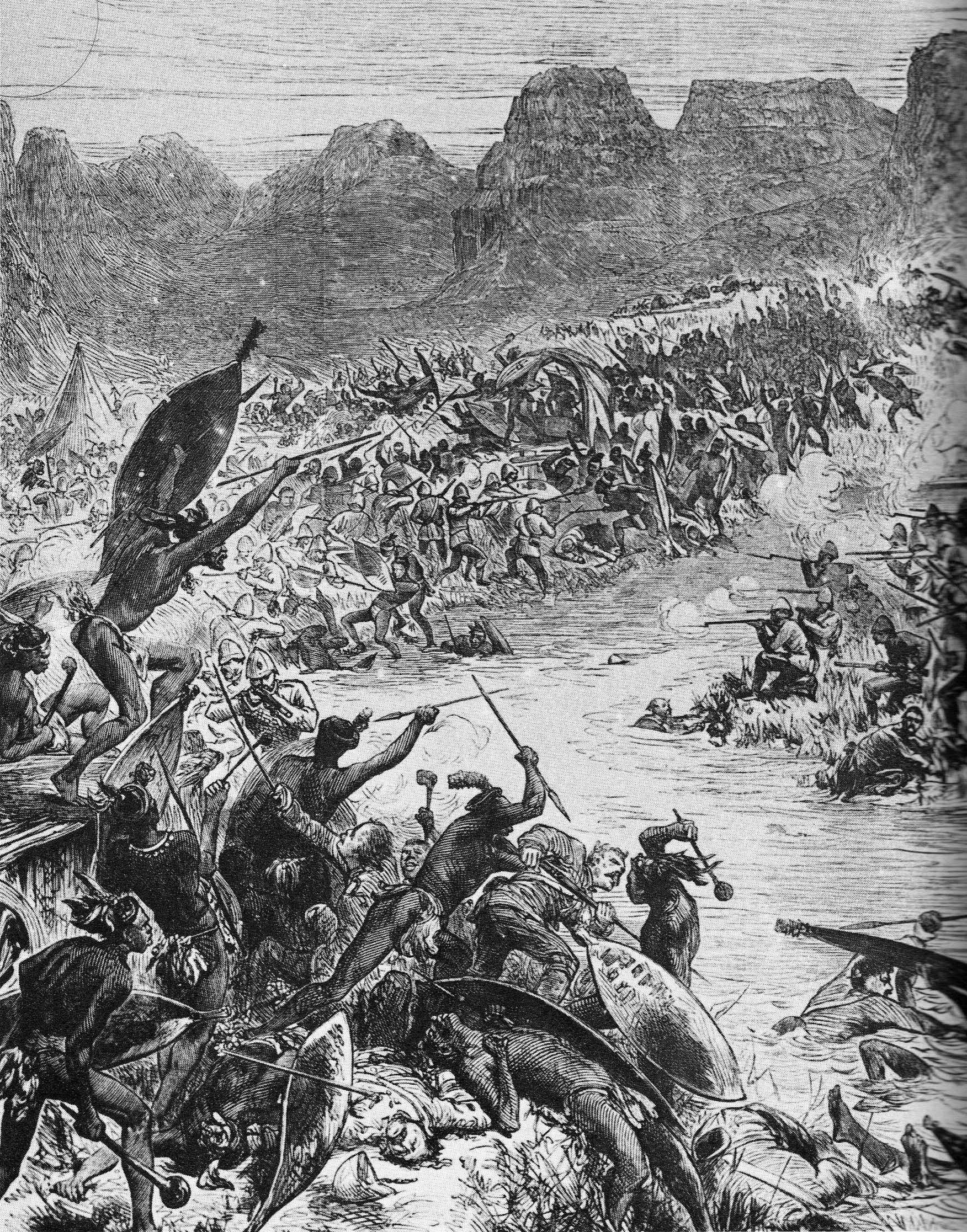
Bataille de la Ntombe. Le corps expéditionnaire britannique était totalement dépendant de ses colonnes d'approvisionnement. Sur les berges de la rivière Ntombe, un de ces convois est anéanti le 12 mars 1879. La gravure montre bien la tactique du front dense utilisée par les attaquants Zoulous : cette grosse puissance d'impact a comme corollaire un grand nombre de pertes sous les projectiles des armes modernes des envahisseurs.

En Grande-Bretagne l'émotion est considérable après l'annonce du désastre d'Islandhwana : on voit déjà Cetshawayo envahir le Natal. Les députés libéraux, mettant l'accent sur les pertes humaines, la fierté nationale humiliée et le coût de cette guerre déclarée clandestinement, exigent le rappel de Henry Bartle Frere et de Lord Chelsmford. Mais Lord Beaconsfield (Disraeli) les soutient, et on laisse, tout en censurant Bartle Frere, les 2 responsables en place en attendant que leur remplaçant, Sir Garnet Wolseley, arrive à pied d'œuvre.
C'est que la catastrophe du Natal tombe d'autant plus mal que la Grande-Bretagne est en période pré-électorale, et que, comme les Afghans résistent avec opiniâtreté à l'armée britannique[réf. nécessaire] (voir Seconde guerre anglo-afghane) , la contagion est fort à craindre dans l'Empire britannique. Par ailleurs, si la guerre russo-turque de 1877-1878 vient de se terminer, la "poudrière des Balkans" est toujours à la merci d'une étincelle, et l'ennemi du moment, l'Empire russe, peut exploiter chaque faux pas des Britanniques...
Mais Cetsawayo laisse passer l'occasion d'infliger une défaite retentissante à la puissance coloniale anglaise : non seulement il n'a pas détruit la totalité de la colonne du centre, et a laissé échapper Lord Chelmsford[réf. nécessaire], mais il ne poursuit pas la guerre hors de ses frontières, et laisse les Britanniques se réorganiser.
Cependant le 12 mars 1879 un convoi d'approvisionnement britannique est écrasé par les Zoulous (bataille de la Ntombe).
Dans les 2 mois suivant Islandhwana, les premiers renforts britanniques arrivent à Durban : le 7 mars, 7 régiments et 2 batteries d'artillerie débarquent.
Le 29 mars Chelmsford, à la tête d'une colonne de secours forte de 3 400 Britanniques et de 2 300 soldats indigènes, part dégager Eshowe ; instruit par Islandwana, il fait retrancher son camp tous les soirs.
Le 2 avril, les Zoulous attaquent la colonne (bataille de Gingindlovu) mais sont repoussés avec de lourdes pertes (1 200, contre seulement 2 morts et 52 blessés du côté britannique). Le lendemain Chelmsford lève le siège d'Eshowe. Le 5 avril les Britanniques abandonnent Eshowe et font retraite vers le sud.
Lord Chelmsford avait ordonné à la colonne de l'est de passer à l'attaque pendant qu'il avançait au centre. Le 28 mars les Britanniques (des Staffordshire Volunteers et des Boers, 675 hommes commandés par le lieutenant-colonel Redvers Buller) attaquent les Zoulous retranchés à Hlobane. Mais 26 000 guerriers arrivent au secours de leurs frères assiégés, et écrasent les Britanniques (bataille de Hlobane, 100 morts britanniques).
Le lendemain 25 000 Zoulous attaquent le kraal de Wood, défendu par 2 000 hommes. Les Britanniques, bien retranchés, repoussent les Zoulous (bataille de Kambula, 2 000 pertes chez les Noirs, contre 29 chez les Blancs) .
En somme, début avril 1879, la force d'invasion de Lord Chelmsford est revenue à son point de départ, après avoir perdu plus d'un millier de tommies, une quantité énorme de matériel, et terni le prestige de l'armée britannique.

#### La2einvasion et ses suites

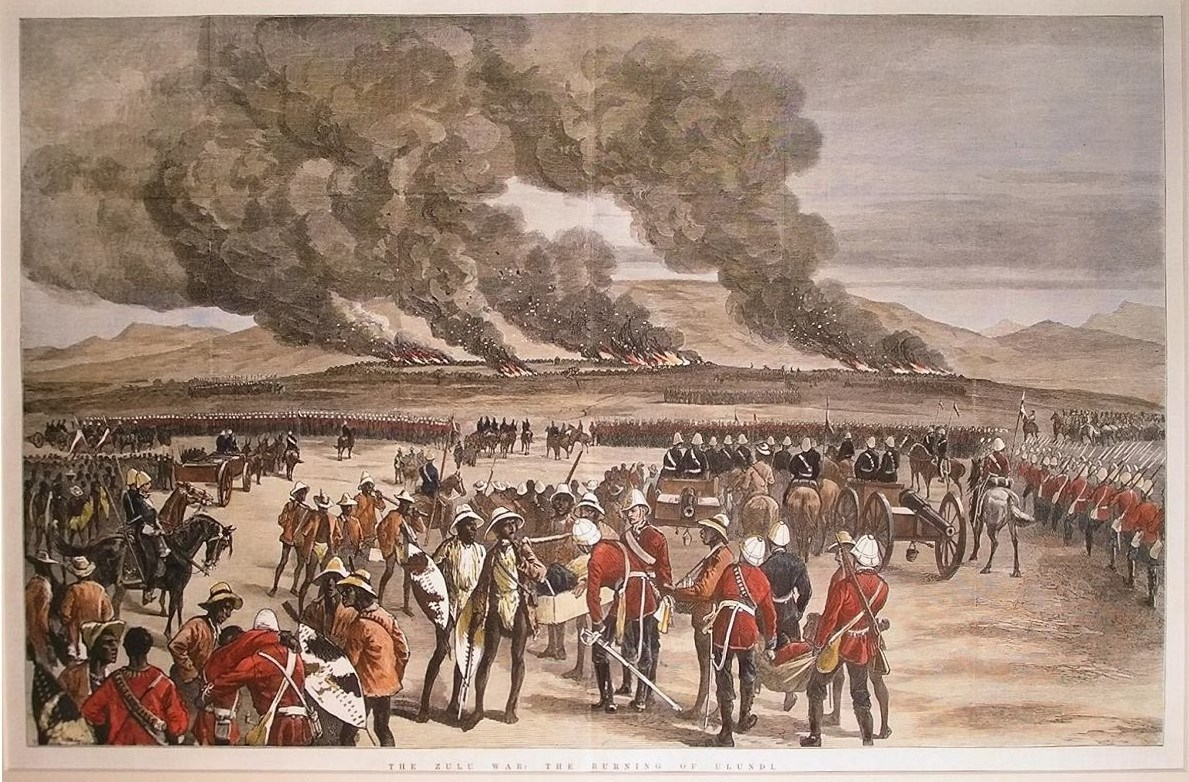
Ulundi, la capitale de Cetshwayo, est prise et brûlée par les Britanniques le 4 juillet 1879 devant les troupes alignées. Au 1er plan, des blessés sont soutenus par leurs amis ou portés dans des civières par des auxiliaires noirs.

Chelmsford désirait absolument en finir avec les Zoulous avant que ne soit arrivé au Natal Sir Garnet Wolseley, qui (auréolé de sa "campagne exemplaire" de 1874 pendant la 3e des guerres anglo-ashanti) avait été nommé à sa place. Aussi lance-t-il en juin 1879 une nouvelle expédition contre le Zoulouland, avec cette fois 16 000 Britanniques et 7 000 soldats indigènes, 600 chariots, 8 000 bœufs de joug, de l'artillerie et des mitrailleuses Gatling.

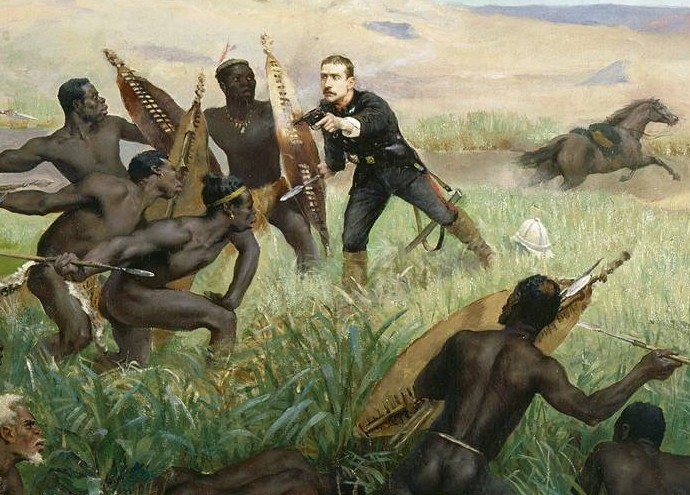
L'annonce de la mort du prince impérial Louis-Napoléon Bonaparte lors d'une reconnaissance au Zoulouland (ici dépeinte par Paul Jamin) suscita la stupeur et l'émotion en France comme au Royaume-Uni.

Refusant les propositions de paix de Cetshwayo[source insuffisante], ignorant les messages comminatoires de Wolseley (le nouveau général en chef est retardé par une mer démontée et ne peut débarquer), Chelmsford arrive à marches forcées à Ulundi.
Adoptant cette fois la tactique du carré d'infanterie au lieu de la ligne espacée[source insuffisante], Chelmsford  écrase les Zoulous (bataille d'Ulundi, 4 juillet 1879) puis incendie leur capitale. Il transmet ses pouvoirs à Sir Garnet Wolseley le 15 juillet.
À noter qu'un évènement dramatique supplémentaire n'a rien fait pour augmenter la popularité de Lord Chelmsford : le fils de l'ex-empereur Napoléon III, le prince impérial Louis Napoléon, qui s'était engagé dans l'armée britannique, est tué par les Zoulous le 1er juin 1879, alors qu'il effectuait une reconnaissance en préparation de la 2e invasion.
Cetsawayo, fait prisonnier, est déposé et envoyé à Londres ; sa dynastie est abolie et son royaume démembré.
Sir Henry Bartle Frere est limogé, et le début en décembre 1880 de la Première Guerre des Boers, désastreux pour les Britanniques, va porter un dernier coup à sa carrière.
Le premier ministre Gladstone, qui a succédé à Disraeli en 1880, refuse de recevoir Lord Chelmsford lorsque ce dernier est de retour en Angleterre, lui infligeant ainsi un camouflet public ; mais Thesiger réussit à obtenir une audience auprès de la reine Victoria, qui demande ensuite à Gladstone de recevoir Lord Chelmsford. Par ailleurs, Sir Garnet Wolseley, dans ses dépêches, a l'élégance de laisser le mérite de la victoire d'Ulundi à Lord Chelmsford. Gladstone finit par accepter de recevoir Thesiger, mais l'entrevue est brève et glaciale.
Un résident britannique (Melmoth Osborn) est nommé au Natal du nord. Il ne pourra maintenir la paix entre les partisans du roi détrôné et les chefs qui ont reçu en partage les terres de Cetsawayo.
Les Britanniques, pensant que seul Cetsawayo saura ramener la paix au Zoulouland, lui rendent son trône en 1882. Mais en 1883 un de ses rivaux, Uzibepu, qui s'était crée une armée solide renforcée de mercenaires blancs, attaque Ulundi et renverse Cetsawayo. L'ex-roi, blessé, réussit à s'enfuir ; il meurt par la suite à Eshowe.

## Retour en Angleterre et mort
Comme Sir Garnet Wolseley lui avait dans ses dépêches laissé tout le crédit de la victoire d'Ulundi, Lord Chelmsford est fait grand croix de l'Ordre du Bain.
Il devient ensuite lieutenant general en 1882, lieutenant of the Tower of London de 1884 à 1889, colonel du 4th (West London) Rifle Volunteer Corps en 1887, général en 1888, et colonel du Derbyshire Regiment en 1889, poste qu'il échangea contre le même grade au 2d Life Guards en 1900. Il est fait grand croix de l'ordre royal de Victoria en 1902.
Il a été jusqu'à sa mort commandant de la Church Lads' Brigade [source insuffisante].
En 1905 Lord Chelmsford a une attaque alors qu'il jouait au billard au United Service Club et meurt. Sa sépulture se trouve au Brompton Cemetery (Londres).

## Famille
- Sa sœur, Julia Selina (1833–1904), épousa Sir John Eardley Wilmot Inglis (1814–1862)[21] qui commanda les forces britanniques durant le Siège de Lucknow en 1857. Elle publia le journal qu'elle avait tenu pendant le siège[22].
- F.A. Thesiger eut 4 fils. L'aîné, Frederic Thesiger, eut une brillante carrière comme administrateur colonial, devint Vice-roi des Indes et 1er vicomte Chelmsford. Son fils Eric fut page d'honneur de la reine Victoria et lieutenant-colonel pendant la Première Guerre mondiale.

## Lord Chelmsford et la guerre anglo-zouloue dans la culture

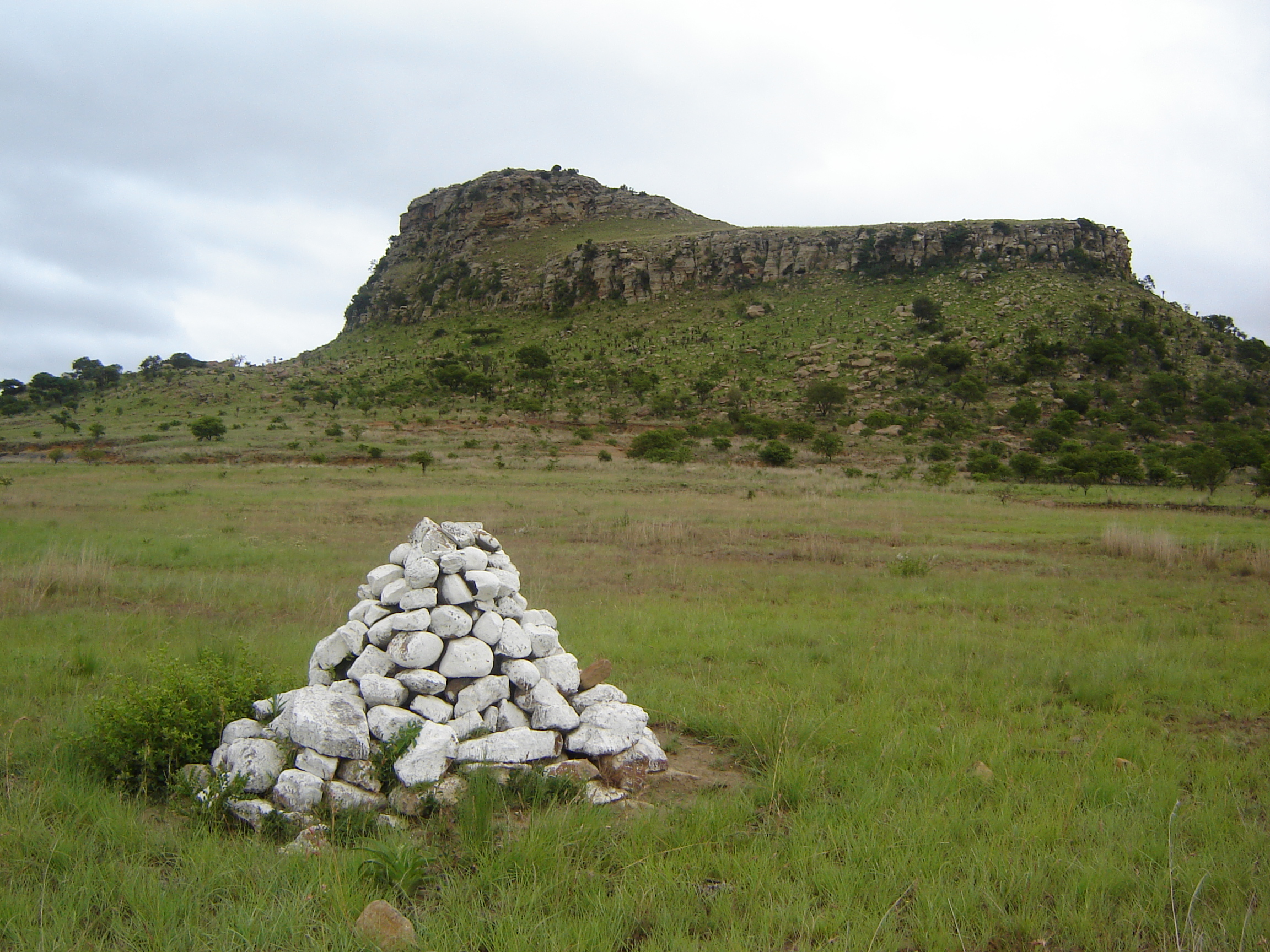
Sur le champ de bataille d'Isandhlwana, des cairns ont été édifiés aux endroits où des amas de cadavres ont été retrouvés. Selon des témoins visuels, dans les jours suivant la bataille, le ciel était obscurci par les oiseaux de proie

- La reine Victoria appela le 24e régiment d'infanterie qui avait combattu au Zoulouland "Le noble 24°". Les reliques du régiment (le drapeau retrouvé dans une rivière après la bataille d'Isandhlwana, les médailles Victoria Cross, etc.) sont visibles à Brecon (Galles du sud)[23].
- Un monument aux soldats britanniques morts pendant les guerres anglo-afghanes et anglo-zouloues se dresse dans la  Repository Road à Woolwich[24]. Il s'agit d'un mégalithe sur lequel est vissée une plaque portant les noms des soldats ; il est flanqué de 2 trophées d'armes afghanes et zouloues en cuivre fondu[25].
- Dans le film Zulu Dawn (L'Ultime Attaque) de Douglas Hickox (1979), Lord Chelmsford (joué par Peter O'Toole), est représenté comme un général arrogant, raciste et cynique. Il approuve l'ultimatum inacceptable lancé aux "sauvages" par l'impérialiste high commissioner d'Afrique du Sud Sir Henry Bartle Frere (joué par John Mills), et pense comme lui que la guerre sera une promenade militaire, un moyen aisé de régler la question zouloue.

Selon le scénario de l'auteur Cy Enfield, Chelsmford est de plus incompétent : à Isandhlwana il néglige de faire laager (former le cercle à) ses chariots, part en reconnaissance avec la meilleure moitié de ses troupes alors que l'armée zouloue approche subrepticement, néglige de nommer un remplaçant et de donner des consignes, et pique-nique au loin alors que ses troupes se font massacrer. De plus il rejette la responsabilité du désastre sur le colonel Anthony Durnford, tué au combat.
- Le chant Impi (créé par Johnny Clegg avec l'orchestre Juluka) est devenu une sorte d'hymne non officiel en Afrique du Sud : la foule l'entonne en particulier lors des rencontres sportives opposant l'Afrique du Sud à la Grande-Bretagne.
- À Durban, Chelmsford Road a été débaptisée en 2007, et porte maintenant le nom de J.B. Marks, un membre du South African Communist Party  mort à Moscou en 1972.

## Sources
- (en) Cet article est partiellement ou en totalité issu de l’article de Wikipédia en anglais intitulé « Frederic Thesiger, 2nd Baron Chelmsford » (voir la liste des auteurs).